# Bridgewater (Dakota del Sud)
Bridgewater è un comune (city) degli Stati Uniti d'America della contea di McCook nello Stato del Dakota del Sud. La popolazione era di 492 abitanti al censimento del 2010.

## Geografia fisica
Bridgewater è situata a 43°33′01″N 97°30′01″W (43.550192, -97.500319).
Secondo lo United States Census Bureau, la città ha una superficie totale di 2,91 km², dei quali 2,91 km² di territorio e 0 km² di acque interne (0% del totale).

## Storia
Originariamente chiamata Nation, il nome attuale ricorda un episodio in cui l'acqua doveva essere trasportata al sito della città per la ferrovia. Un ufficio postale chiamato Nation fu istituito nel 1880 e il nome fu cambiato nello stesso anno in Bridgewater.

## Società

### Evoluzione demografica
Secondo il censimento del 2010, la popolazione era di 492 abitanti.

### Etnie e minoranze straniere
Secondo il censimento del 2010, la composizione etnica della città era formata dal 98,37% di bianchi, lo 0% di afroamericani, lo 0,41% di nativi americani, lo 0,61% di asiatici, lo 0% di oceanici, lo 0,41% di altre razze, e lo 0,2% di due o più etnie. Ispanici o latinos di qualunque razza erano il 2,03% della popolazione.